# Clathria urizae
Clathria urizae är en svampdjursart som beskrevs av Hooper 1996. Clathria urizae ingår i släktet Clathria och familjen Microcionidae. Inga underarter finns listade i Catalogue of Life.